# Корнюшин Вадим Васильович
Вадим Васильович Корнюшин (8 липня 1937, Київ) — український зоолог, паразитолог, фахівець з цестод, професор (2003), доктор біологічних наук (1992), заслужений діяч науки і техніки України (2012). Віце-президент Українського наукового товариства паразитологів. Лауреат премії імені І. І. Шмальгаузена НАН України (1995). Автор понад 200 публікацій, зокрема двох монографій в серії «Фауна України» (1989, 2022). Описав більше 30 нових для науки видів і надвидових таксонів гельмінтів.
Батько відомого українського зоолога Олексія Вадимовича Корнюшина.

## Біографія
Народився у Києві і до війни жив на вулиці Пушкінській. Крім нього у родині було ще восьмеро дітей. Батько помер під час війни у 1943 році, а невдовзі після війни померла мати. На той час В. В. Корнюшину було 11 років, його взяв до себе у Львів старший брат, який працював доцентом у Львівському політехнічному інституті.
У 1951 році вступив до ветеринарно-зоотехнічного технікуму у Львові, після закінчення якого повернувся у Київ та 1955 року поступає в Київський ветеринарний інститут (зараз Ветеринарний факультет Національного університету біоресурсів і природокористування України).
1961 року прийшов в Інститут зоології імені І. І. Шмальгаузена НАН України, де спочатку працював лаборантом, а протягом 1962–1965 навчався в аспірантурі. Під керівництвом академіка О. П. Маркевича та Л. О. Смогоржевської у 1967 році захистив кандидатську дисертацію «Цестоди водоплавних і болотних птахів північно-західного Причорномор'я». Після цього продовжив працювати у відділі паразитології Інституту зоології молодшим науковим співробітником, а згодом старшим і провідним науковим співробітником. Докторську дисертацію на тему «Цестоди птахів півдня Східної Європи (систематика, структура та особливості формування фауни, хорологія, екологія)» захистив у 1992 році. З 1999 по 2015 очолював відділ паразитології.

## Деякі описані таксони

### Види
- Aploparaksis vanelli Kornjushin, Bondarenko, Greben, 2006
- Cairaeanthus ruhnkei Kornyushin et Polyakova, 2012
- Cairaeanthus healyae Kornyushin et Polyakova, 2012
- Choanotaenia scythica Kornyushin, Salamatin & Swiderski, 2002
- Choanotaenia pirinica Georgiev, Kornyushin & Genov, 1987
- Cladotaenia micracantha Kornyushin, 1989
- Confluaria krabbei Vasileva, Kornyushin & Genov, 2001
- Dicranolepis smogorjevskajae Korniushin & Spassky, 1967
- Dicranolepis squatarolae Korniyshin, 1970
- Dictymetra mahonae Kornyushin, 1982
- Diorchis tadornae Korniushin, 1969
- Dollfusilepis grisegenicus Vasileva, Kornyushin & Genov, 2001
- Drepanidotaenia czaplinskii Kornyushin et Tkach, 1995
- Echinocotyle ukrainensis Korniushin, 1969
- Echinocotyle rostratum Korniushin, 1984
- Hirundinicola stricta Malega & Kornjushin, 1990
- Glareovitta alexandri (Korniushin, 1966)
- Lateriporus markevichi Kornyushin, 1982
- Mathevotaenia sharpiloi (Spassky & Kornyushin, 1987)
- Monotestilepis tadornae Gvozdev, Maksimova & Kornyushin, 1971
- Ophiotaenia carpathica (Sharpilo, Kornyushin & Lisitsina, 1979)
- Proparadilepis plegadissaakovae Kornyushin et Greben, 2014
- Spasskyterina trianguloides Kornyushin, 1989
- Spiniglans sharpiloi Kornyushin, Salamatin, Greben, Georgiev, 2009
- Wardium smogorjevskajae Kornyushin, 1970
- Wardium squatarolae Kornyushin, 1970
- Wardium tauricum Kornyushin et Greben, 2010
- Wardium mackoifusa Greben, Kornyushin, 2013
- Wardium ponticum Kornyushin, Georgiev, Greben, 2012

### Роди
- Blarinolepis Tkach et Kornyushin, 1998
- Cairaeanthus Kornyushin et Polyakova, 2012
- Francobona Georgiev & Kornyushin, 1994
- Mackoja Kornjushin, 1983
- Monotestilepis Gvozdev, Maksimova & Kornyuschin, 1971
- Paraoschmarinolepis Greben, Kornyushin, Mariaux, 2017
- Proparadilepis Kornyushin et Greben, 2014